# Bloc motor
Blocul motor este sistemul de rezistență , parte statica a motorului și are rolul de schelet pe care se susțin celelalte componente. El nu este fixat rigid pe cadrul mașinii.ci prin tampoane din cauciuc special
(termorezistent , oilrezistent si rezistent la vibratii).
Blocul motor are două părți:
1. Blocul cilindrilor, partea superioară
2. Carter, partea inferioară

## Descriere
Blocul motor poate fi piesă monobloc sau componentă demontabilă a motorului fiind turnat din fontă cenușie, fontă aliată sau aliaj de aluminiu. Din turnare sunt lăsate locașuri pentru diferite piese care se asamblează ulterior. De la ieșirea din turnare blocul motor este prelucrat interior și exterior conform pieselor ce i se atașează. Astfel sunt practicate locașurile ce susțin arborele cotit, după felul construcției motorului și arborele cu came în strânsă exactitate, față de locașurile prevăzute pentru același scop în carter pentru a fi coaxiale. În aceste locașuri sunt lagărele care au rolul de susținere fie pentru arborele cotit sau cu came, fie pentru susținerea bielei. De asemenea blocul cilindrilor are locașuri pentru cilindri și pentru piese de fixare rigidă pe cadrul automobilului. La unele motoare blocul motor este turnat în corp comun cu partea superioară a carterului și se numește bloc-carter. 
La partea superioară a blocului se montează chiulasa, iar la partea inferioară se asamblează carterul. Blocul motor, în anumite cazuri, poate conține din turnare și lagărele.
Din turnare se realizează și camerele de răcire cu apă în corpul superior al blocului motor. În cazul răcirii cu aer a motorului, blocul motor este executat din turnare cu aripioare de răcire care măresc suprafața de radiere a căldurii în mediul înconjurător.